# Sørfold
Sørfold è un comune norvegese della contea di Nordland.